# Giovanni Delfino (calciatore)
Giovanni Delfino (Castelspina, 3 giugno 1937) è un ex calciatore italiano, di ruolo terzino sinistro.

## Carriera
Ha militato per la sua intera carriera fin dalle giovanili, con l'esclusione di due brevi periodi in prestito all'Entella, nelle file della Sampdoria, della quale diventerà una bandiera per tutti gli anni 60 del XX secolo.
Dopo l'esordio in Serie A nella stagione 1958-1959 (nell'incontro casalingo con la Triestina del 28 dicembre 1958), per alcuni anni è utilizzato prevalentemente come rincalzo, per poi imporsi come titolare nella stagione 1962-1963, formando a lungo insieme a Garbarini, Morini e Dordoni la linea difensiva blucerchiata.
Resta titolare per sei stagioni (cinque di Serie A e una di Serie B) per poi perdere progressivamente il posto a favore dell'emergente Pietro Sabatini. Chiude l'attività professionistica nell'estate 1970.
Ha complessivamente totalizzato 203 presenze in Serie A, mettendo a segno 3 reti, e 33 presenze in Serie B.

## Palmarès

### Competizioni giovanili
- Torneo di Viareggio: 1

Sampdoria: 1958

### Competizioni nazionali
- Campionato italiano di Serie B: 1

Sampdoria: 1966-1967